# Фара Новарезе
Фара Новарезе (итал. Fara Novarese) је насеље у Италији у округу Новара, региону Пијемонт.
Према процени из 2011. у насељу је живело 2105 становника. Насеље се налази на надморској висини од 210 м.

## Становништво
Према резултатима пописа становништва 2011. у општини је живело 2.113 становника.
| 1936. | 1951. | 1961. | 1971. | 1981. | 1991. | 2001. | 2011. |
| ----- | ----- | ----- | ----- | ----- | ----- | ----- | ----- |
| 2.407 | 2.278 | 2.321 | 2.320 | 2.221 | 2.087 | 2.115 | 2.113 |